# Aktivacijska energija
Aktivácijska energíja Ea je najmanjša količina energije, ki je potrebna, da steče kemijska reakcija. 
Pojem aktivacijske energije je leta 1889 uvedel švedski kemik Svante August Arrhenius, dodelal pa ga je srbski fizik Nebojša Leković v teorijah hitrosti kemijskih reakcij. Energija je lahko toplota, elektromagnetno valovanje, električna energija ali katera druga energija.
Aktivacijsko energijo si lahko predstavljamo kot višino ovire ali praga, ki ločuje dva minimuma potencialnih energij reaktantov in produtov kemijske reakcije. Da bi imela kemijska reakcija omembe vredno hitrost, mora imeti dovolj veliko število molekul energijo, ki je enaka ali večja od aktivacijske energije. 

## Prehodna stanja (aktivacijski kompleksi)
Aktivacijska energija približno ustreza višini energetskega praga. Prehodno stanje, imenovano tudi aktivacjski kompleks, je točka maksimuma proste energije na časovni koordinati poteka reakcije oziroma maksimum energetskega praga. V tej točki sta cepljenje starih vezi in nastajanje novih vezi v ravnotežju. 
Zgradba aktivacijskega kompleksa je lahko podobna zgradbi reaktantov ali produktov, odvisno od njihovih relativnih energetskih nivojev (Hammondov postulat). Večstopenjske reakcije imajo več aktivacijskih kompleksov oziroma prehodnih stanj.
V mnogih kemijskih reakcijah, na primer v tistih z ohlapnimi prehodnimi stanji ali tistih brez prehodnih stanj, višina najvišje ovire na reakcijski poti ne ustreza aktivacijski energiji v Arrheniusovi enačbi za temperaturno odvisnost hitrosti kemijske reakcije. V teh primerih je aktivacijska energija enaka višini hipotetičnega energetskega praga, ki bi dal enako hitrost reakcije, če teh vplivov ne bi bilo. 
IUPAC je iz svojih definicij aktivacijske energije odstranil vse reference, ki se nanašajo na prehodna stanja. 

## Negativna aktivacijska energija
Hitrost nekaterih kemijskih reakcij z naraščajočo temperaturo pada. Če bi se strogo držali približno eksponentne Arrheniusove enačbe, bi morala imeti aktivacijska energija Ea negativen predznak. Navidezno negativna aktivacijska energija je značilna za reakcije brez energetskga praga.

## Arrheniusova enačba
Arrheniusova enačba povezuje aktivacijsko energijo in hitrost kemijske reakcije:
{\displaystyle k=Ae^{{-E_{a}}/{RT}}\!\,,}
iz katere se lahko izrazi aktivacijska energija Ea:
- {\displaystyle E_{a}=-RT\ln \left({\frac {k}{A}}\right)\!\,,}

kjer je:
- {\displaystyle E_{\rm {a}}\!\,} aktivacijska energija (J/mol),
- {\displaystyle R\!\,} splošna plinska konstanta (8,314 J/mol·K),
- {\displaystyle T\!\,} absolutna temperatura (K),
- {\displaystyle k\!\,} konstanta reakcijske hitrosti,[1]
- {\displaystyle A\!\,} faktor pogostnosti, ki predstavlja skupno pogostnost trkov med molekulami reaktanta, ne glede na to, ali je njihova energija dovolj velika za začetek reakcije ali ne[2]

Arrheniusova enačba ni uporabna samo za homogene plinske reakcije, ampak tudi za reakcije v raztopinah in celo za heterogene procese, pri verižnih reakcijah pa pogosto zataji. 

## Kataliza
Katalizator je snov, ki spremeni aktivacijski kompleks, tako da se aktivacijska energija zmanjša. Biološki katalizatorji se imenujejo encimi. 
Katalizator poveča hitrost reakcije, ne spremeni pa notranjih energij reaktantov in produktov in se med reakcijo ne porablja.